# La Gleva (Osona)
La Gleva és un poble que forma part del municipi de Les Masies de Voltregà, a la comarca d'Osona, a la regió de l'Alt Ter. Es troba al costat del riu Ter en el lloc en què aquest fa de límit amb el municipi de Manlleu i enfront d'un pont construït sobre aquest riu i en l'encreuament entre l'autovia C-17 i la que va de Manlleu a Sant Hipòlit de Voltregà.
La seva població a l'1 de gener de 2023 era de 1150 habitants (571 homes i 579 dones).

## Història
La primera documentació del santuari de La Gleva és de 1280. Les primeres cases al voltant del santuari van començar a construir-se a la fi del segle xvii . Durant la guerra civil espanyola va ser cremat el retaule barroc que es conservava en el santuari, del qual es va realitzar una reproducció en 1943.

## Llocs d'interès
- Santuari de la Mare de Déu de La Gleva, d'origen medieval, però reconstruït totalment a mitjans segle xviii .

## Fets històrics
- Durant 1714, va haver-hi els coneguts com els Fets de La Gleva, on va haver-hi un enfrontament entre les tropes Borbòniques contra les tropes defensores d'Àustria (catalans) en la Guerra de Successió Espanyola. Va acabar amb la massacre de les tropes defensores.